# Dimităr Sahanikov
Dimităr Sahanikov (in bulgaro Димитър Сахаников?; Plovdiv, 16 settembre 1942) è un ex cestista bulgaro.

## Carriera
Con la Bulgaria ha disputato i Giochi olimpici di Città del Messico 1968.